# Lijst van nummer 1-hits in Ierland in 2020
Deze hits stonden in 2020 op nummer 1 in de Ierse Single Top 100, de bekendste hitlijst in Ierland.
| Datum        | Artiest                             | Titel                            |
| ------------ | ----------------------------------- | -------------------------------- |
| 3 januari    | Lewis Capaldi                       | Before you go                    |
| 10 januari   | Lewis Capaldi                       | Before you go                    |
| 17 januari   | Lewis Capaldi                       | Before you go                    |
| 24 januari   | Eminem & Juice WRLD                 | Godzilla                         |
| 31 januari   | The Weeknd                          | Blinding lights                  |
| 7 februari   | The Weeknd                          | Blinding lights                  |
| 14 februari  | The Weeknd                          | Blinding lights                  |
| 21 februari  | Billie Eilish                       | No time to die                   |
| 28 februari  | The Weeknd                          | Blinding lights                  |
| 6 maart      | SAINt JHN                           | Roses                            |
| 13 maart     | SAINt JHN                           | Roses                            |
| 20 maart     | SAINt JHN                           | Roses                            |
| 27 maart     | SAINt JHN                           | Roses                            |
| 3 april      | SAINt JHN                           | Roses                            |
| 10 april     | SAINt JHN                           | Roses                            |
| 17 april     | SAINt JHN                           | Roses                            |
| 24 april     | SAINt JHN                           | Roses                            |
| 1 mei        | Drake                               | Toosie slide                     |
| 8 mei        | Drake                               | Toosie slide                     |
| 15 mei       | DaBaby & Roddy Ricch                | Rockstar                         |
| 22 mei       | DaBaby & Roddy Ricch                | Rockstar                         |
| 29 mei       | Lady Gaga & Ariana Grande           | Rain on me                       |
| 5 juni       | DaBaby & Roddy Ricch                | Rockstar                         |
| 12 juni      | DaBaby & Roddy Ricch                | Rockstar                         |
| 19 juni      | DaBaby & Roddy Ricch                | Rockstar                         |
| 26 juni      | DaBaby & Roddy Ricch                | Rockstar                         |
| 3 juli       | DaBaby & Roddy Ricch                | Rockstar                         |
| 10 juli      | DaBaby & Roddy Ricch                | Rockstar                         |
| 17 juli      | Jawsh 685 & Jason Derulo            | Savage love (Laxed - siren beat) |
| 24 juli      | Joel Corry & MNEK                   | Head & heart                     |
| 31 juli      | Joel Corry & MNEK                   | Head & heart                     |
| 7 augustus   | Joel Corry & MNEK                   | Head & heart                     |
| 14 augustus  | Joel Corry & MNEK                   | Head & heart                     |
| 21 augustus  | Joel Corry & MNEK                   | Head & heart                     |
| 28 augustus  | Cardi B & Megan Thee Stallion       | WAP                              |
| 4 september  | Cardi B & Megan Thee Stallion       | WAP                              |
| 11 september | Cardi B & Megan Thee Stallion       | WAP                              |
| 18 september | 24kGoldn & Iann Dior                | Mood                             |
| 25 september | 24kGoldn & Iann Dior                | Mood                             |
| 2 oktober    | 24kGoldn & Iann Dior                | Mood                             |
| 9 oktober    | 24kGoldn & Iann Dior                | Mood                             |
| 16 oktober   | Paul Woolford, Diplo & Kareen Lomax | Looking for me                   |
| 23 oktober   | Paul Woolford, Diplo & Kareen Lomax | Looking for me                   |
| 30 oktober   | Ariana Grande                       | Positions                        |
| 6 november   | Ariana Grande                       | Positions                        |
| 13 november  | Ariana Grande                       | Positions                        |
| 20 november  | Billie Eilish                       | Therefore I am                   |
| 27 november  | Meduza & Dermot Kennedy             | Paradise                         |
| 4 december   | Dermot Kennedy                      | Giants                           |
| 11 december  | Dermot Kennedy                      | Giants                           |
| 18 december  | Dermot Kennedy                      | Giants                           |
| 25 december  | Dermot Kennedy                      | Giants                           |